# El Colegio
El Colegio là một khu tự quản thuộc tỉnh Cundinamarca, Colombia. Thủ phủ của khu tự quản El Colegio đóng tại El Colegio Khu tự quản El Colegio có diện tích ki lô mét vuông. Đến thời điểm ngày 28 tháng 5 năm 2005, khu tự quản El Colegio có dân số 16509 người.